# .307 Winchester

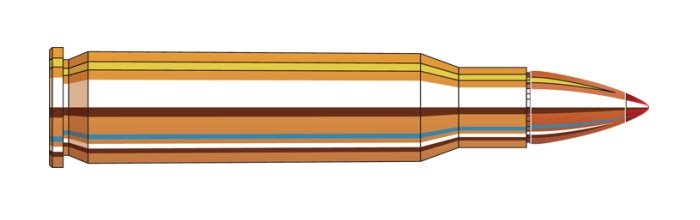
O .307 Winchester.

O .307 Winchester (abreviado para .307 Win) é um cartucho de fogo central para rifle em forma de "garrafa". Foi desenvolvido pela Winchester Repeating Arms Company em 1982, para atender a demanda de desempenho semelhante ao .300 Savage em um rifle por ação de alavanca equipado com um carregador tubular. É quase dimensionalmente idêntico ao cartucho mais comum .308 Winchester, sendo as únicas diferenças uma base com bordas e paredes mais grossas.

## Visão geral
O rifle de ejeção angular de grosso calibre Winchester 94 foi o único rifle produzido para disparar o cartucho .307 Winchester, embora a concorrente Marlin Firearms tenha criado alguns protótipos de rifles modelo "Model 336" com câmara em .307 Win. Ainda é oferecido comercialmente hoje, mas muitos efetuam recarga manual para obter melhor desempenho e precisão. Por questões de segurança devido ao carregador tubular do rifle, normalmente são usadas balas de ponta chata.

## Especificações
Bala de 180 gr (12 g) Super-X Power-Point.
Coeficiente balístico: 0.251
| Distância      | Velocidade           | Energia               | Trajetória curta | Trajetória longa |
| -------------- | -------------------- | --------------------- | ---------------- | ---------------- |
| Boca do cano   | 2.510 ft/s (770 m/s) | 2.519 ft-lb (3.415 J) | -                | -                |
| 100 yd (91 m)  | 2.179 ft/s (664 m/s) | 1.898 ft-lb (2.573 J) | 0,0 pol          | 1,5 pol          |
| 200 yd (180 m) | 1.874 ft/s (571 m/s) | 1.404 ft-lb (1.904 J) | -6,5 pol         | -3,6 pol         |
| 300 yd (270 m) | 1.599 ft/s (487 m/s) | 1.022 ft-lb (1.386 J) | -22,9 pol        | -18,6 pol        |
| 400 yd (370 m) | 1.362 ft/s (415 m/s) | 742 ft-lb (1.006 J)   | -                | -47,1 pol        |

## Dimensões

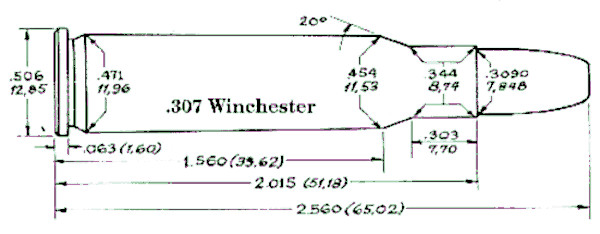

## Cartuchos descendentes
O .307 Winchester é o "cartucho pai" do .356 Winchester, e da versão proprietária 6.5 JDJ #2.
É também o cartucho que serviu de base para o 7mmSTE (Shooting Times Eastern).